# 朱玉雷
朱玉雷（1964年—），享受国务院政府特殊津贴专家，中国科学院山西煤炭化学研究所研究员。

## 生平
1987年毕业于安徽师范大学化学系，1990年于中国科学院山西煤炭化学研究所获硕士学位，2005年于中国科学院山西煤炭化学研究所获博士学位。曾于澳大利亚Monash大学访问研究。1990年起于山西煤炭化学研究所工作，现任山西煤炭化学研究所研究员。

## 学术贡献
主要从事精细化学品和可再生能源的多相催化反应研究工作。主持国家863计划项目、国家973计划项目等多项，发表论文100多篇。

## 奖项和荣誉
- 2004年，获中国石油化工协会技术发明一等奖（第二完成人）
- 2004年，获山西省技术发明二等奖（第二完成人）
- 2005年，获国家技术发明二等奖（第一完成人）[3]
- 2005年，获中国科学院杰出科技成就奖（集体）[4]
- 2007年，获全国优秀博士学位论文提名奖[5]
- 2012年，获山西省“科技奉献奖”先进个人特等奖[6]
- 2013年，获“山西省五一劳动奖章”
- 2013年，获山西省自然科学二等奖（第一完成人）
- 2017年，获中国分析测试协会科学技术二等奖（第四完成人）[7]